# 逻辑学讲义
《逻辑学讲义》（德語：LOGIK: ein Handbuch zu Vorlesungen，初版于1800年）是伊曼努尔·康德于柯尼斯堡大学所开设的逻辑学课程的笔记，由康德委托他当时的学生戈特劳布·本亚明·耶舍整理修订，并经由康德亲自批阅审定。因该讲义所记录康德之逻辑学哲学思想忠实于康德本人，且经由康德审定，相较于其他版本的康德逻辑学笔记更具权威，也常被视作康德本人的著作。
全书分为导言与正文两大部分。其中，导言占据了近六成的篇幅，而正文只占四成左右。导言部分主要阐明逻辑及逻辑学的概念、划分、用途，一般哲学的概念、划分、要求与目的、历史，知识的概念、划分以及四个层面的知识的特殊的逻辑完备性（量、关系、样式、质)，大部分为逻辑学的基础知识。正文部分分为一般要素论与一般方法论，覆盖了绝大部分的形式逻辑内容以及康德对形式逻辑的反思（多以批注形式出现)。

## 诞生背景
伊曼努尔·康德在长达四十一年之久的教学生涯当中，曾实际讲授《逻辑学》二十八次。遵循当时教育部门的规定，教授授课须采用官方认可的教材。康德采用的是迈埃尔教授的《逻辑学》。不过，康德受当时文教大臣策德利茨的许可，得以自由发挥。当时大学的风气是，学生将听讲笔记私印出售。而康德的逻辑学课程的笔记，仅收录于普鲁士学院本《康德全集》就有七个版本。其中，唯有耶舍的笔记是受康德委托，由康德审定过的，更具有权威性。

## 中译本
- 李秋零译，《康德著作全集》第九卷（北京：中国人民大学出版社，2010年）
- 许景行译，杨一之校（北京：商务印书馆，2010年）
- 李秋零譯（臺北：五南圖書出版股份有限公司，2020年）